# Skanörs ljung
Skanörs ljung er et naturreservat i det alleryderste sydvestlige hjørne af Skåne i Sverige, i Vellinges kommun mellem Ljunghusen, Skanör og Falsterbo. Skanörs ljung har været et naturreservat siden den 18. september 1969 og omfatter et areal på 263 ha, hvoraf ca. 7 ha er landareal.
Området indeholder fortidsmindet Skyttsie Hage, der var en gård, som var beboet mellem jernalderen og sildemarkedets fremvækst i 1300-tallet.
Skanörs ljung er hovedsageligt bevokset med lyng. For at opretholde hedekarakteren af området er kreaturer udsat på græs.